# أحمد أغا العسلي

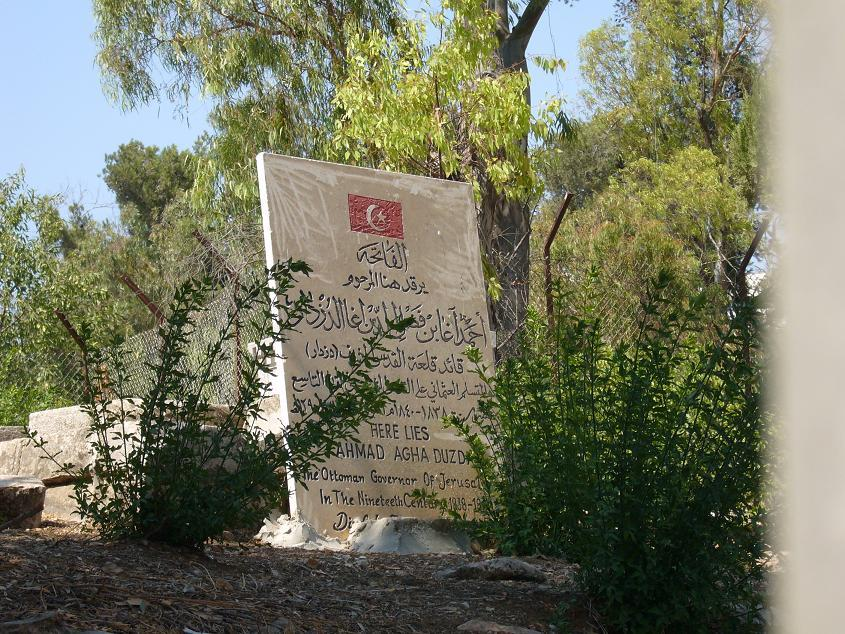
قبر أحمد أغا الدزدار

أحمد أغا بن فضل الدين العسلي الدزدار هو والي القدس العثماني بين عامي 1838 و 1863.
دُفن في مقبرة مأمن الله بالقدس الغربية.